# Segoe UI
Segoe UI är ett sans-serif-typsnitt som finns i Windows XP Media Center Edition, Windows Vista, Windows 7 och Microsoft Office 2007. Segoe UI används bland annat i Microsofts direktmeddelandetjänst msn. Segoe UI skiljer sig från typsnittet Tahoma genom dess rundare bokstäver.
Linotype sade år 2004 att Segoe UI ser exakt ut som deras Frutiger Next. Detta ledde till konflikter.